# Waris Punjab De
Waris Punjab De (che significa "eredi del Punjab") è un gruppo politico separatista sikh con sede nel Punjab, in India, che propaga la causa di un Khalistan indipendente. Deep Sidhu è stato il capo fondatore del gruppo fino alla sua morte nel febbraio 2022. Amritpal Singh ha assunto la direzione del gruppo dopo la morte del suo fondatore.